# SunTrust Indy Challenge 2003
SunTrust Indy Challenge 2003 var ett race som var den sjunde deltävlingen i IndyCar Series 2003. Racet kördes den 28 juni på Richmond International Raceway. Scott Dixon tog sin andra raka seger, och tog med det in på mästerskapsledaren Tony Kanaan, som slutade femma. Penskeduon Hélio Castroneves och Gil de Ferran var övriga förare på pallen.

## Slutresultat
| Plats | Förare            | Team                     | Grid | Kvaltid |
| ----- | ----------------- | ------------------------ | ---- | ------- |
| 1     | Scott Dixon       | Chip Ganassi Racing      | 1    | 16,058  |
| 2     | Hélio Castroneves | Marlboro Team Penske     | 10   | 16,410  |
| 3     | Gil de Ferran     | Marlboro Team Penske     | 6    | 16,286  |
| 4     | Sam Hornish Jr.   | Panther Racing           | 3    | 16,236  |
| 5     | Tony Kanaan       | Andretti Green Racing    | 4    | 16,251  |
| 6     | Felipe Giaffone   | Mo Nunn Racing           | 7    | 16,305  |
| 7     | Kenny Bräck       | Team Rahal               | 14   | 16,528  |
| 8     | Dan Wheldon       | Andretti Green Racing    | 11   | 16,443  |
| 9     | Buddy Rice        | Cheever Racing           | 12   | 16,445  |
| 10    | Al Unser Jr.      | Kelley Racing            | 16   | 16,594  |
| 11    | Roger Yasukawa    | Fernández Racing         | 18   | 16,824  |
| 12    | Greg Ray          | Access Motorsports       | 5    | 16,260  |
| 13    | Tora Takagi       | Mo Nunn Racing           | 22   | 16,914  |
| 14    | Bryan Herta       | Andretti Green Racing    | 8    | 16,323  |
| 15    | Robbie Buhl       | Dreyer & Reinbold Racing | 15   | 16,571  |
| 16    | Jaques Lazier     | A.J. Foyt Enterprises    | 19   | 16,750  |
| 17    | Scott Sharp       | Kelley Racing            | 17   | 16,604  |
| 18    | Tomas Scheckter   | Chip Ganassi Racing      | 13   | 16,500  |
| 19    | Sarah Fisher      | Dreyer & Reinbold Racing | 2    | 16,167  |
| 20    | Buddy Lazier      | Hemelgarn Racing         | 20   | 16,889  |
| 21    | A.J. Foyt IV      | A.J. Foyt Enterprises    | 21   | 17,595  |
| 22    | Vitor Meira       | Team Menard              | 9    | 16,334  |